# 河阳村
28°43′39″N 120°00′18″E / 28.7276°N 120.0051°E
河阳村乡土建筑位于浙江省丽水市缙云县新建镇河阳村，为朱氏血缘村落建筑群。河阳村三面环山，一面临水，东西长约730米，南北宽约500，面积约0.4平方公里，始建于五代，元代规划重建。其乡土建筑历史悠久、规模宏大、布局合理、风格独特，是研究血缘村落选址、规划、建设、管理以及乡土建筑、宗族礼制、风俗文化的重要实例，具有较高的历史、艺术与科学价值。

## 保护现状
河阳村乡土建筑整体保存较为完整，现存水系、街巷基本延续了元代重建时的布局，保存有明、清、民国时期的建筑一千五百余间，保存完整的古民居三十多处，祠堂十多处。1995年列为第四批县级文物保护单位，2000年公布为浙江省省级历史文化保护村，2011年列入第六批浙江省文物保护单位，2013年5月列入第七批全国重点文物保护单位。